# Trouble (화이트스네이크의 음반)
| 전문가 평가                      | 전문가 평가 |
| 평가 점수                        | 평가 점수   |
| 출처                             | 점수        |
| -------------------------------- | ----------- |
| AllMusic                         | [ 3 ]       |
| Collector's Guide to Heavy Metal | 6/10        |

《Trouble》은 전 딥 퍼플 보컬리스트 데이비드 커버데일이 이끄는 영국의 하드 록 밴드 화이트스네이크의 첫 번째 스튜디오 음반이다. 이 음반은 1978년 10월에 발매되었을 때 영국 음반 차트에서 50위에 올랐다. 이것은 나중에 미국에서 대륙 유럽에서 수입 음반으로 이용 가능한 4트랙 EP 《Snakebite》에 이은 것이다.
이 음반은 또한 커버데일의 전 딥 퍼플 밴드 동료인 존 로드를 합류한 첫 번째 화이트스네이크의 음반이다.

## 녹음
이 음반은 1978년 여름 런던의 센트럴 리코더스 스튜디오에서 녹음되었다. 마틴 버치는 이 음반을 프로듀싱했는데, 이 음반은 10일 만에 녹음되어 혼합되었다.
커버데일에 따르면, 이 음반이 《Trouble》이라고 불린 이유 중 하나는 음반 녹음 중에 그의 첫 아이가 태어났기 때문이라고 한다.

## 곡 목록
| #  | 제목                              | 작사·작곡                    | 재생 시간 |
| -- | --------------------------------- | ---------------------------- | --------- |
| 1. | 〈Take Me with You〉              | 데이비드 커버데일, 미키 무디 | 4:45      |
| 2. | 〈Love to Keep You Warm〉         | 커버데일                     | 3:44      |
| 3. | 〈Lie Down (A Modern Love Song)〉 | 커버데일, 무디               | 3:14      |
| 4. | 〈Day Tripper〉                   | 존 레논, 폴 매카트니         | 3:47      |
| 5. | 〈Nighthawk (Vampire Blues)〉     | 커버데일, 버니 마즈든        | 3:39      |

| #   | 제목                           | 작사·작곡                                             | 재생 시간 |
| --- | ------------------------------ | ----------------------------------------------------- | --------- |
| 6.  | 〈The Time Is Right for Love〉 | 커버데일, 무디, 마즈든                                | 3:26      |
| 7.  | 〈Trouble〉                    | 커버데일, 마즈든                                      | 4:48      |
| 8.  | 〈Belgian Tom's Hat Trick〉    | 무디                                                  | 3:26      |
| 9.  | 〈Free Flight〉                | 커버데일, 마즈든                                      | 4:06      |
| 10. | 〈Don't Mess with Me〉         | 커버데일, 무디, 마즈든, 닐 머리, 존 로드, 데이브 다울 | 3:25      |